# Vostotxni (Oktiabrski)
|  | Per a altres significats, vegeu «Vostotxni». |

Vostotxni - Восточный (rus) és un possiólok del krai de Krasnodar, a Rússia. Es troba a les planes del Kuban-Priazov, a la vora del riu Siniükha, petit tributari del Txamlik, afluent del Labà, de la conca del Kuban. És a 20 km al nord-oest de Kurgàninsk i a 139 km a l'est de Krasnodar.
Pertany al possiólok d'Oktiabrski.